# 马汉台西坎沿遗址
马汉台西坎沿遗址，位于中国青海省共和县铁盖乡农业点，为第四批青海省文物保护单位，公布日期为1986年5月27日，类型为古遗址。
马汉台西坎沿遗址的历史年代为卡约文化。